# Худайбердиева, Елизавета Хасанжоновна
Елизавета Хасанжоновна Худайбердиева (род. 2 октября 2002 года, Мытищи, Московская область, Россия) — российская фигуристка, выступающая в танцах на льду в паре с Егором Базиным. Они — чемпионы России (2023), двукратные вице-чемпионы России (2024, 2025), бронзовые призёры чемпионата России (2022).
Ранее выступала с Никитой Назаровым, с которым они — серебряные призёры чемпионата мира среди юниоров (2019) и бронзовые призёры юниорского финала Гран-при (2019).

## Биография
Родилась 2 октября 2002 года в городе Мытищи, Московской области. Её мать русская, а отец узбек.
27 февраля 2022 года вышла замуж за продюсера Первого канала Кирилла Благова.
Начала заниматься фигурным катанием в 2006 году. Сначала Елизавета выступала как одиночница, но потом встала в пару с Никитой Назаровым в сезоне 2016/2017. Тренировались они в группе у Дениса Самохина и Марии Боровиковой.

### Выступления с Назаровым
Первый международный старт для Худайбердиевой и Назарова произошёл в январе 2017 года на турнире Toruń Cup 2017, где они завоевали золотую медаль. На первенстве России среди юниоров пара заняла 8-е место.
Худайбердиева и Назаров выиграли две медали на юниорской серии Гран-при 2017 года. Сначала они выиграли бронзу в Австралии, затем серебро в Польше. На первенстве России среди юниоров пара заняла 5-е место.
В сезоне 2018/2019 выступили в юниорской серии Гран-при — сначала выступили на этапе юниорского Гран-при в Словакии, где завоевали золотую медаль, затем на этапе в Чехии, где также завоевали золотую медаль. Благодаря успешным выступлениям они попали в финал Гран-при, где завоевали бронзовую медаль. На первенстве России среди юниоров Елизавета и Никита завоевали бронзовую медаль. На чемпионате мира среди юниоров пара выиграла серебро, уступив канадцам Лажуа/Лага.
13 мая 2019 года стало известно, что пара Худайбердиева и Назаров распалась.

### Выступления с Филатовым
Елизавета Худайбердиева и Андрей Филатов встали в пару весной 2019 года. Пара дебютировала в юниорской серии Гран-при в Латвии, где завоевали золотую медаль, затем на этапе Гран-при в Италии, где также завоевали золотую медаль, что позволило им попасть в финал юниорского Гран-при, по итогам которого заняли 4-е место. На первенстве России среди юниоров заняли 4-е место.
В мае 2020 года Худайбердиева была включена в состав сборной России вместе с новым партнёром Егором Базиным, что означало, что пара Худайбердиева/Филатов больше не будет выступать вместе.

### Выступления с Базиным
Пара Худайбердиева и Базин дебютировала на первом этапе Кубка России в Сызрани, где завоевали золотую медаль. На третьем этапе Кубка России в Сочи, они завоевали серебряную медаль. В ноябре 2020 года фигуристы приняли участие в этапе Гран-при Rostelecom Cup, где заняли 4 место. В декабре пара выступила на чемпионате России, где заняли 5-е место.
В октябре 2021 года приняли участие в турнире «Челленджер» Мемориал Дениса Тена, где фигуристы завоевали бронзовую медаль. В ноябре выступили в турнире «Челленджер» Volvo Open Cup, по итогу которого стали победителями турнира. В ноябре участвовали на этапе Гран-при Rostelecom Cup в Сочи, где заняли 8 место. В декабре выступили на чемпионате России, где стали бронзовыми призёрами чемпионата.
В октябре 2022 года Худайбердиева и Базин приняли участие во втором этапе Гран-при России «Бархатный сезон» в Сочи, где завоевали золотую медаль. В ноябре выступили на пятом этапе Гран-при России «Волжский пируэт» в Самаре, где также завоевали золотую медаль. В декабре выступили на чемпионате России, где стали чемпионами России.
В сезоне 2024-2025 года стали серебряными призерами Чемпионата России.
В апреле 2025 года Елизавета и Егор объявили о завершении спортивной карьеры.

## Программы
С Егором Базиным
| Сезон     | Ритм-танец | Произвольный танец                                                                 | Показательные номера   |
| --------- | --- | ---------------------------------------------------------------------------------- | ---------------------- |
| 2023—2024 | - Stop! Сэм Браун - Kiss Art of Noise feat. Том Джонс                                                                | - I Will Always Love You Уитни Хьюстон в исполнении Чейз Холфелдер                 |                        |
| 2022—2023 | - California Dreamin’ The Mamas & the Papas в исполнении Хосе Фелисиано - I Like It Like That C.F.D.                 | - Sweet Dreams Eurythmics хореография: Ева Уварова                                 |                        |
| 2021—2022 | - Блюз: Come Together в исполнении Гари Кларк мл. и Junkie XL - Диско: It's Raining Men в исполнении Джери Холлиуэлл | - Lose Yourself в исполнении Дэвида Гарретта - Rain, In Your Black Eyes Эцио Боссо |                        |
| 2020—2021 | - Чарльстон: George Valentin (из фильма «Артист») - Квикстеп: Sing, Sing, Sing Бенни Гудмен                          | - Experience Людовико Эйнауди - Ni**as in Paris (Piano) Jay-Z и Канье Уэст         | - Чарли Чаплин попурри |

С Андреем Филатовым
| Сезон     | Ритм-танец | Произвольный танец                                                                   |
| --------- | --- | ------------------------------------------------------------------------------------ |
| 2019—2020 | - Фокстрот: City of Stars в исполнении Эммы Стоун и Райана Гослинга - Вальс: Epilogue (из фильма «Ла-Ла Ленд») Джастин Гурвиц хореография: Николай Никонов, Анастасия Кожевникова | - Sign of the Times Гарри Стайлз хореография: Николай Никонов, Анастасия Кожевникова |

С Никитой Назаровым
| Сезон     | Короткий/Ритмический танец                                    | Произвольный танец                                                                     |
| --------- | ------------------------------------------------------------- | -------------------------------------------------------------------------------------- |
| 2018—2019 | - Танго: Tango Amore Эдвин Мартон                             | - Human (Acoustic) Rag'n'Bone Man - Human Rag'n'Bone Man - Nemesis Бенджамин Клементин |
| 2017—2018 | - Ча-ча-ча: Suavemente - Samba:                               | - Ghost the Musical Дэвид Аллан Стюарт, Глен Баллард                                   |
| 2016—2017 | - You Can Leave Your Hat On - Worth It Fifth Harmony, Кид Инк | - Let It Be - Fix You                                                                  |

## Спортивные достижения
C Егором Базиным
| Соревнования                     | 20/21         | 21/22         | 22/23         | 23/24         | 24/25         |
| Международные                    | Международные | Международные | Международные | Международные | Международные |
| -------------------------------- | ------------- | ------------- | ------------- | ------------- | ------------- |
| Этапы Гран-при. Rostelecom Cup   | 4             | 8             |               |               |               |
| Челленджер. Мемориал Дениса Тена |               | 3             |               |               |               |
| Volvo Open Cup                   |               | 1             |               |               |               |
| Национальные                     |               |               |               |               |               |
| Чемпионат России                 | 5             | 3             | 1             | 2             | 2             |
| Этапы Кубка России. I этап       | 1             | 1             |               |               |               |
| Этапы Кубка России. III этап     | 2             | 1             |               |               |               |
| Этапы Гран-при России. I этап    |               |               |               | 1             |               |
| Этапы Гран-при России. II этап   |               |               | 1             |               |               |
| Этапы Гран-при России. V этап    |               |               | 1             | 1             |               |

С Андреем Филатовым
| Соревнования                      | 19/20                       |
| Международные среди юниоров       | Международные среди юниоров |
| --------------------------------- | --------------------------- |
| Финал юниорского Гран-при         | 4                           |
| Этапы юниорского Гран-при. Италия | 1                           |
| Этапы юниорского Гран-при. Латвия | 1                           |
| Национальные                      |                             |
| Первенство России среди юниоров   | 4                           |

С Никитой Назаровым
| Соревнования                         | 16/17                       | 17/18                       | 18/19                       |
| Международные среди юниоров          | Международные среди юниоров | Международные среди юниоров | Международные среди юниоров |
| ------------------------------------ | --------------------------- | --------------------------- | --------------------------- |
| Чемпионат мира среди юниоров         |                             |                             | 2                           |
| Финал юниорского Гран-при            |                             |                             | 3                           |
| Этапы юниорского Гран-при. Австралия |                             | 3                           |                             |
| Этапы юниорского Гран-при. Чехия     |                             |                             | 1                           |
| Этапы юниорского Гран-при. Польша    |                             | 2                           |                             |
| Этапы юниорского Гран-при. Словакия  |                             |                             | 1                           |
| Halloween Cup                        |                             |                             | 1                           |
| Tallinn Trophy                       |                             | 2                           | 1                           |
| Toruń Cup                            | 1                           |                             |                             |
| Национальные                         |                             |                             |                             |
| Первенство России среди юниоров      | 8                           | 5                           | 3                           |